# Ароньйо
Ароньйо (італ. Arogno) — громада  в Швейцарії в кантоні Тічино, округ Лугано.

## Географія
Громада розташована на відстані близько 165 км на південний схід від Берна, 27 км на південь від Беллінцони.
Ароньйо має площу 8,5 км², з яких на 6,5% дозволяється будівництво (житлове та будівництво доріг), 10,2% використовуються в сільськогосподарських цілях, 82,8% зайнято лісами, 0,5% не є продуктивними (річки, льодовики або гори).

## Демографія
2019 року в громаді мешкало 992 особи (+4,1% порівняно з 2010 роком), іноземців було 11,7%. Густота населення становила 117 осіб/км².
За віковим діапазоном населення розподілялося таким чином: 17,1% — особи молодші 20 років, 60% — особи у віці 20—64 років, 22,9% — особи у віці 65 років та старші. Було 435 помешкань (у середньому 2,2 особи в помешканні).
Із загальної кількості 242 працюючих 28 було зайнятих в первинному секторі, 36 — в обробній промисловості, 178 — в галузі послуг.